# Бладфест
«Бладфест» (англ. Blood Fest; дословно — «Кровавый фестиваль») — чёрная комедия режиссёра Оуэна Эгертона. Премьера фильма состоялось на кинофестивале SXSW 10 марта 2018 года. В США фильм вышел 31 августа 2018 года на цифровых платформах. В России фильм вышел 25 апреля 2019 года.

## Сюжет
Фанаты собираются на фестиваль, посвященный самым культовым фильмам ужасов. Их ожидает веселье, которое превратится в кровавый кошмар. Харизматичный шоумен Энтони Уолш, стоящий за этим событием, намеревается устроить эпическую массовую бойню. Дакс вместе со своими друзьями Сэм и Криллом вынужден сражаться с различными безумцами и чудовищами, чтобы выжить.

## В Ролях
| Актёр                 | Роль                |
| --------------------- | ------------------- |
| Робби Кей             | Дакс Конвей         |
| Сейшелл Гэбриел       | Сэм                 |
| Джейкоб Баталон       | Крилл               |
| Барбара Дункельман    | Эшли                |
| Крис Дабек            | Роджер Хинкли       |
| Николас Рутерфорд     | Ленжамин Кейн       |
| Тейт Донован          | Доктор Конвей       |
| Оуэн Эгертон          | Энтони Уолш         |
| Ребекка Линн Вагнер   | Джейм / Рэд         |
| Байрон Браун          | Мак                 |
| Оливия Грэйс Эпплгейт | Вампирша            |
| Кристина Пэрриш       | Эми                 |
| Адам Эллис            | Арборист            |
| Пол Огола             | Билли               |
| Линн Эндрюс III       | Работник (Зверолов) |
| Саманта Айрлэнд       | Миссис Конвей       |
| Тристан Риггс         | Дакс в детстве      |
| Джофф Финк            | Guns                |
| Джош Орнелас          | Игрок #1            |
| Закари Ливай          | В роли себя         |
| Гэвин Фри             | В роли себя         |